# 国道187号
国道187号（こくどう187ごう）は、山口県岩国市から島根県鹿足郡津和野町を経て、益田市に至る一般国道である。

## 概要
岩国市内から錦川および支流の宇佐川に沿って北上し、島根県に入って分水嶺を越えると高津川に沿って益田市へと至る。
岩国市で国道2号、鹿足郡津和野町から終点まで国道9号と重複。

### 路線データ
一般国道の路線を指定する政令に基づく起終点および重要な経過地は次のとおり。
- 起点：岩国市（立石交差点 = 国道2号上、国道188号起点、国道189号終点）
- 終点：益田市（中吉田町交差点 = 国道9号上、国道191号交点）
- 重要な経過地：山口県玖珂郡錦町[注釈 2]、島根県鹿足郡日原町[注釈 3]
- 総延長 : 72.3 km（島根県 37.5 km、山口県 34.7 km）[2][注釈 4]
- 重用延長 : なし[2][注釈 4]
- 未供用延長 : なし[2][注釈 4]
- 実延長 : 72.3 km（島根県 37.5 km、山口県 34.7 km）[2][注釈 4]
  - 現道 : 72.3 km（島根県 37.5 km、山口県 34.7 km）[2][注釈 4]
  - 旧道 : なし[2][注釈 4]
  - 新道 : なし[2][注釈 4]
- 指定区間：国道2号、国道9号と重複する区間（山口県岩国市・立石交差点（起点） - 錦橋交差点、島根県鹿足郡津和野町・枕瀬交差点 - 益田市・中吉田町交差点（終点））[3]

## 歴史
- 1953年（昭和28年）5月18日 - 二級国道187号岩国益田線（岩国市 - 益田市）として指定施行[4]。
- 1965年（昭和40年）4月1日 - 道路法改正により一級・二級区分が廃止されて一般国道187号として指定施行[1]。

## 路線状況

### 重複区間
- 国道2号（山口県岩国市・立石交差点（起点） - 岩国市・錦橋交差点）
- 国道434号（山口県岩国市錦町府谷 - 岩国市錦町中ノ瀬・出市交差点）
- 国道9号（島根県鹿足郡津和野町・枕瀬交差点 - 益田市・中吉田町交差点（終点））

### 道路施設

#### 道の駅
- 山口県
  - ピュアラインにしき（岩国市）
- 島根県
  - むいかいち温泉（鹿足郡吉賀町）
  - かきのきむら（鹿足郡吉賀町）
  - シルクウェイにちはら（鹿足郡津和野町、国道9号重複区間内）

## 地理

### 通過する自治体
- 山口県
  - 岩国市
- 島根県
  - 鹿足郡吉賀町 - 鹿足郡津和野町 - 益田市

### 交差する道路
| 交差する道路                                                                     | 都道府県名 | 市町村名 | 市町村名 | 交差する場所             | 交差する場所                      |
| -------------------------------------------------------------------------------- | ---------- | -------- | -------- | ------------------------ | --------------------------------- |
| 国道2号 重複区間起点 国道188号 国道189号                                         | 山口県     | 岩国市   | 岩国市   | 麻里布町1丁目            | 立石交差点 / 起点                 |
| 山口県道50号岩国停車場線                                                         | 山口県     | 岩国市   | 岩国市   | 麻里布町7丁目            | 麻里布町7丁目                     |
| 山口県道50号岩国停車場線                                                         | 山口県     | 岩国市   | 岩国市   | 麻里布町7丁目            | 麻里布7丁目交差点                 |
| 山口県道113号南岩国停車場磯崎線                                                  | 山口県     | 岩国市   | 岩国市   | 室の木町1丁目            | 室の木1丁目交差点                 |
| 山口県道15号岩国玖珂線 重複区間起点                                              | 山口県     | 岩国市   | 岩国市   | 錦見（にしみ）3丁目      | 錦見3丁目交差点                   |
| 山口県道15号岩国玖珂線 重複区間終点                                              | 山口県     | 岩国市   | 岩国市   | 錦見3丁目                | 錦見交差点                        |
| 岩国市道西岩国駅通り線                                                           | 山口県     | 岩国市   | 岩国市   | 錦見6丁目                | 錦見6丁目交差点                   |
| 山口県道112号藤生停車場錦帯橋線                                                  | 山口県     | 岩国市   | 岩国市   | 岩国5丁目                |                                   |
| 山口県道・広島県道1号岩国大竹線                                                  | 山口県     | 岩国市   | 岩国市   | 関戸                     |                                   |
| 山口県道59号岩国錦線                                                             | 山口県     | 岩国市   | 岩国市   | 多田                     | 下多田交差点                      |
| E2 山陽自動車道 山口県道・広島県道1号岩国大竹線 / 支線                           | 山口県     | 岩国市   | 岩国市   | 多田                     | 岩国IC入口交差点 34 岩国IC        |
| 国道2号 重複区間終点                                                             | 山口県     | 岩国市   | 岩国市   | 瓦谷（かわらだに）       | 錦橋交差点                        |
| 山口県道130号本郷周東線 重複区間起点                                             | 山口県     | 岩国市   | 岩国市   | 天尾（てんのお）         |                                   |
| 山口県道・広島県道2号岩国佐伯線 山口県道130号本郷周東線 重複区間終点             | 山口県     | 岩国市   | 岩国市   | 天尾                     |                                   |
| 山口県道5号周東美川線                                                            | 山口県     | 岩国市   | 岩国市   | 美川町南桑（なぐわ）     |                                   |
| 山口県道69号徳山本郷線 重複区間起点                                              | 山口県     | 岩国市   | 岩国市   | 美川町四馬神（しめがみ） |                                   |
| 山口県道69号徳山本郷線 重複区間終点                                              | 山口県     | 岩国市   | 岩国市   | 美川町四馬神             |                                   |
| 国道434号 重複区間起点                                                           | 山口県     | 岩国市   | 岩国市   | 錦町府谷（ふのたに）     |                                   |
| 山口県道131号本郷五味線                                                          | 山口県     | 岩国市   | 岩国市   | 錦町府谷                 |                                   |
| 国道434号 重複区間終点                                                           | 山口県     | 岩国市   | 岩国市   | 錦町中ノ瀬               | 出市交差点                        |
| E2A 中国自動車道                                                                 | 島根県     | 鹿足郡   | 吉賀町   | 立河内（たちごうち）     | 29 六日市IC                       |
| 島根県道・山口県道16号六日市錦線                                                 | 島根県     | 鹿足郡   | 吉賀町   | 六日市                   |                                   |
| 山口県道・島根県道12号鹿野吉賀線                                                 | 島根県     | 鹿足郡   | 吉賀町   | 立戸（たちど）           |                                   |
| 島根県道42号吉賀匹見線                                                           | 島根県     | 鹿足郡   | 吉賀町   | 七日市（なぬかいち）     |                                   |
| 山口県道・島根県道3号新南陽津和野線 重複区間起点 島根県道226号柿木津和野停車場線 | 島根県     | 鹿足郡   | 吉賀町   | 柿木                     |                                   |
| 島根県道189号匹見左鐙線                                                          | 島根県     | 鹿足郡   | 津和野町 | 左鐙（さぶみ）           |                                   |
| 島根県道312号須川谷日原線                                                        | 島根県     | 鹿足郡   | 津和野町 | 日原                     |                                   |
| 国道9号 重複区間起点 山口県道・島根県道3号新南陽津和野線 重複区間終点            | 島根県     | 鹿足郡   | 津和野町 | 枕瀬                     | 枕瀬交差点                        |
| 島根県道・山口県道124号津和野須佐線                                              | 島根県     | 鹿足郡   | 津和野町 | 池村                     |                                   |
| 島根県道224号青原停車場線                                                        | 島根県     | 鹿足郡   | 津和野町 | 冨田                     |                                   |
| 島根県道170号益田津和野線                                                        | 島根県     | 鹿足郡   | 津和野町 | 青原                     |                                   |
| 島根県道313号美濃地石見横田停車場線                                              | 島根県     | 益田市   | 益田市   | 神田町                   | [ 注釈 9 ]                        |
| 島根県道223号石見横田停車場線                                                    | 島根県     | 益田市   | 益田市   | 神田町                   |                                   |
| 国道488号                                                                        | 島根県     | 益田市   | 益田市   | 横田町                   | 横田町交差点                      |
| 島根県道311号白上横田線                                                          | 島根県     | 益田市   | 益田市   | 横田町                   |                                   |
| 島根県道311号白上横田線 / バイパス                                               | 島根県     | 益田市   | 益田市   | 安富町（やすどみちょう） |                                   |
| 西石見広域農道 / 西石見グリーンライン                                            | 島根県     | 益田市   | 益田市   | 安富町                   | 安富町交差点                      |
| E9 山陰自動車道                                                                  | 島根県     | 益田市   | 益田市   | 須子町                   | 角井西（つのいにし）交差点 須子IC |
| 島根県道・山口県道14号益田阿武線                                                 | 島根県     | 益田市   | 益田市   | 須子町                   | 須子町交差点                      |
| 島根県道35号益田停車場線                                                         | 島根県     | 益田市   | 益田市   | 栄町                     | 栄町交差点                        |
| 国道9号 重複区間終点 国道191号                                                   | 島根県     | 益田市   | 益田市   | 中吉田町                 | 中吉田町交差点 / 終点             |